# شير محلة (مقاطعة فريدونكنار)
شير محلة (بالإنجليزية: Shir Maḩalleh, Mazandaran)‏ هي منطقة سكنية تقع في مازندران في إيران. يقدر عدد سكانها بـ 2,024 نسمة .